# Lijst van voetbalinterlands Duitse Democratische Republiek - Mali
Deze lijst van voetbalinterlands is een overzicht van alle officiële voetbalwedstrijden tussen de nationale teams van de Duitse Democratische Republiek en Mali. Die landen hebben een keer tegen elkaar gespeeld. Dat was een vriendschappelijke wedstrijd in Bamako op 9 december 1962.

## Wedstrijden
| № | Plaats | Datum           | Competitie        | Wedstrijd                             | Uitslag |
| - | ------ | --------------- | ----------------- | ------------------------------------- | ------- |
| 1 | Bamako | 9 december 1962 | Vriendschappelijk | Mali − Duitse Democratische Republiek | 1 − 2   |

## Samenvatting
| Competitie        | Totaal gespeeld | Winst DDR | Gelijk | Winst Mali | Doelsaldo DDR – Mali |
| ----------------- | --------------- | --------- | ------ | ---------- | -------------------- |
| Vriendschappelijk | 1               | 1         | 0      | 0          | 2 − 1                |
| Totaal            | 1               | 1         | 0      | 0          | 2 − 1                |

Wedstrijden bepaald door strafschoppen worden, in lijn met de FIFA, als een gelijkspel gerekend.

## Details

### Eerste ontmoeting
| Vriendschappelijk (Bamako, Mali, 9 december 1962):                                                                                      |              | |
| Mali | 1 – 2        | Duitse Democratische Republiek |
| Samake Bakary 61' (pen.) | goals        | 57' Dieter Erler 85' Dieter Erler |
| | bondscoach   | Károly Sós |
| | opstellingen | Horst Weigang Klaus Urbanczyk Werner Heine Hans-Dieter Krampe 46' Gerhard Körner Herbert Pankau Dieter Erler 46' Henning Frenzel Kurt Liebrecht Werner Drews |
| | wissels      | 46' Helmut Stein 46' Werner Linß |
| - Debuut van Helmut Stein (SC Chemie Halle), Herbert Pankau (SC Empor Rostock) en Werner Linß (BSG Motor Steinach) voor Oost-Duitsland. |              | |

DFV · Kwalificatiewedstrijden · A-internationals · Bondscoaches · Statistieken · DDR vrouwenelftal · DDR U21 · DDR U20 ·  DDR U18 · DDR U16
1952 – 1959 · 
1960 – 1969 · 
1970 – 1979 · 
1980 – 1990
WK 1974
OS 1964 · 
OS 1972 · 
OS 1976 · 
OS 1980
1952 · 
1953 · 
1954 · 
1955 · 
1956 · 
1957 · 
1958 · 
1959 ·
1960 · 
1961 · 
1962 · 
1963 · 
1964 · 
1965 · 
1966 · 
1967 · 
1968 · 
1969 ·
1970 · 
1971 · 
1972 · 
1973 · 
1974 · 
1975 · 
1976 · 
1977 · 
1978 · 
1979 ·
1980 · 
1981 · 
1982 · 
1983 · 
1984 · 
1985 · 
1986 · 
1987 · 
1988 · 
1989 · 
1990
Albanië ·
Algerije ·
Argentinië ·
Australië ·
België ·
Bolivia ·
Brazilië ·
Bulgarije ·
Canada ·
Chili ·
Colombia ·
Cuba ·
Denemarken ·
Duitsland ·
Ecuador ·
Egypte ·
Engeland ·
Finland ·
Frankrijk ·
Ghana ·
Griekenland ·
Guinee ·
Hongarije ·
IJsland ·
Indonesië ·
Irak ·
Italië ·
Joegoslavië ·
Koeweit ·
Luxemburg ·
Mali ·
Malta ·
Marokko ·
Mexico ·
Myanmar ·
Nederland ·
Noorwegen ·
Oostenrijk ·
Polen ·
Portugal ·
Roemenië ·
Schotland ·
Sovjet-Unie ·
Spanje ·
Sri Lanka ·
Tsjecho-Slowakije ·
Tunesië ·
Turkije ·
Uruguay ·
Verenigde Staten ·
Wales ·
Zweden ·
Zwitserland
FMF · A-internationals · Bondscoaches · Malinees vrouwenelftal · Olympisch elftal
1960 – 1969 · 
1970 – 1979 · 
1980 – 1989 · 
1990 – 1999 · 
2000 – 2009 · 
2010 – 2019 · 
2020 – 2029
OS 2004
1962 · 
1963 · 
1964 · 
1965 · 
1966 · 
1967 · 
1968 · 
1969 · 
1970 · 
1971 · 
1972 · 
1973 · 
1974 · 
1975 · 
1976 · 
1977 · 
1978 · 
1979 · 
1980 · 
1981 · 
1982 · 
1983 · 
1984 · 
1985 · 
1986 · 
1987 · 
1988 · 
1989 · 
1990 · 
1991 · 
1992 · 
1993 · 
1994 · 
1995 · 
1996 · 
1997 · 
1998 · 
1999 · 
2000 · 
2001 · 
2002 · 
2003 · 
2004 · 
2005 · 
2006 · 
2007 · 
2008 · 
2009 · 
2010 · 
2011 · 
2012 · 
2013 · 
2014 ·
2015 ·
2016 ·
2017 ·
2018 ·
2019 ·
2020 ·
2021 ·
2022 ·
2023 ·
2024
Algerije · 
Angola · 
Benin · 
Botswana · 
Burkina Faso ·
Burundi · 
Centraal-Afrikaanse Republiek ·
China · 
Comoren ·
Congo-Brazzaville · 
Congo-Kinshasa · 
DDR · 
Egypte · 
Equatoriaal-Guinea · 
Eritrea · 
Ethiopië ·
Gabon · 
Gambia · 
Ghana · 
Guinee · 
Guinee-Bissau · 
Iran · 
Ivoorkust · 
Japan ·
Kaapverdië · 
Kameroen · 
Kenia · 
Koeweit · 
Kroatië ·
Liberia · 
Libië · 
Litouwen · 
Madagaskar · 
Malawi · 
Marokko ·
Mauritanië ·
Mozambique ·
Namibië ·
Niger ·
Nigeria ·
Noord-Korea ·
Oeganda ·
Oman ·
Qatar ·
Rwanda ·
Saoedi-Arabië ·
Senegal ·
Seychellen ·
Sierra Leone ·
Soedan ·
Swaziland ·
Togo ·
Tsjaad ·
Tunesië ·
Zambia ·
Zimbabwe ·
Zuid-Afrika ·
Zuid-Korea ·
Zuid-Soedan